# اچ‌ان‌اوام‌اس استاوانیر (اف۳۰۳)
اچ‌ان‌اوام‌اس استاوانیر (اف۳۰۳) (به انگلیسی: HNoMS Stavanger (F303)) یک کشتی است که طول آن ۹۶٫۶ متر (۳۱۶ فوت ۱۱ اینچ) 

```
می‌باشد. این کشتی در سال 
۱۹۶۷
 ساخته شد.
```